# Histoire de l'United States Navy pendant la Seconde Guerre mondiale
Pour un article plus général, voir Histoire militaire des États-Unis pendant la Seconde Guerre mondiale.

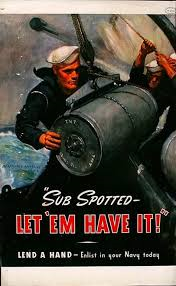
affiche de recrutement de la Navy pendant la 2eme guerre mondiale

La marine américaine joue un rôle central dans la guerre du Pacifique contre l'empire du Japon, et un rôle majeur au côté de la Royal Navy sur le théâtre européen de la Seconde Guerre mondiale.
Les capacités de la marine américaine progressent de façon exponentielle dans les années précédant la Seconde Guerre mondiale. Après avoir marqué un temps d’arrêt dans les années 1920 avec les différents traités navals limitant la taille des flottes des grandes puissances, la production de cuirassé redémarre en 1937, avec l'USS North Carolina. En décembre 1941, alors que les États-Unis sont encore neutres, l’US Navy déploie une flotte de près de 350 grands navires de combat et autant en cours de construction.
La Marine impériale japonaise démontre sa puissance navale en coulant la principale flotte américaine de combat à Pearl Harbor. Si l’attaque sur Pearl Harbor assomme la flotte de combat, elle épargne les porte-avions, qui vont devenir le pilier de la flotte américaine. En effet, la doctrine navale suivie par Alfred Thayer Mahan avait mis l’accent sur des groupes de navires concentrés autour des cuirassés, mais leur perte à Pearl Harbor contraint l'amiral Ernest J. King, chef de la Marine, à s’appuyer principalement sur les porte-avions.
La Marine américaine se doit de progresser énormément, confrontée à une guerre sur deux fronts en mers. Elle réalise des succès notables sur le théâtre du Pacifique qui contribuent au succès de la campagne d'île en île menée par les Alliés. L'US Navy affronte principalement la Marine impériale japonaise lors de six grandes batailles : l'Attaque sur Pearl Harbor, la Bataille de la mer de Corail, la Bataille de Midway, la Bataille de la mer des Philippines, la Bataille du golfe de Leyte, et la Bataille d'Okinawa.
En 1943, la taille de l’US Navy est plus grande que celle des flottes combinées de toutes les autres nations combattantes dans la Seconde Guerre mondiale. À la fin de la guerre en 1945, la marine américaine dispose de près de 1200 grands navires de combat, ce qui représente plus de 70 % des effectifs totaux de la planète pour les navires de 1 000 tonnes ou plus,. À son apogée, lors de la victoire sur le Japon, la marine américaine opère 6 768 navires, dont 28 porte-avions, 23 cuirassés, 71 porte-avions d'escorte, 72 croiseurs, plus de 232 sous-marins, 377 destroyers, et des milliers de navires amphibies, de navires d’approvisionnement et de navires auxiliaires.

### Batailles
- (en) Bennett, Geoffrey. Naval Battles of World War Two (Pen & Sword Military Classics) (2003)
- (en) Blair, Clay Silent Victory: The U.S. Submarine War Against Japan. (Annapolis: Naval Institute Press, 2001).  (ISBN 1-55750-217-X).
- (en) Lundstrom, John B. The First Team: Pacific Naval Air Combat from Pearl Harbor to Midway (Naval Institute Press, 1984)  (ISBN 0-87021-189-7)
- (en) Morison, Samuel Eliot. The Two-Ocean War: A Short History of the United States Navy in the Second World War (1963)  (ISBN 1591145244)
- (en) Morison, History of United States Naval Operations in World War II. Vol. 3, The Rising Sun in the Pacific. Boston: Little, Brown, 1961; Vol. 4, Coral Sea, Midway and Submarine Actions. 1949; Vol. 5, The Struggle for Guadalcanal. 1949; Vol. 6, Breaking the Bismarcks Barrier. 1950; Vol. 7, Aleutians, Gilberts, and Marshalls. 1951; Vol. 8, New Guinea and the Marianas. 1962; Vol. 12, Leyte. 1958; vol. 13, The Liberation of the Philippines: Luzon, Mindanao, the Visayas. 1959; Vol. 14, Victory in the Pacific. 1961.
- (en) Prange, Gordon. At Dawn We Slept (Penguin Books, 1982).  (ISBN 0-140-06455-9)
- (en) Smith, Peter C. Midway, Dauntless Victory: Fresh Perspectives on America's Seminal Naval Victory of World War II (2007)
- (en) Smith, Steven. Wolf Pack: The American Submarine Strategy That Helped Defeat Japan (2003)
- (en) Tillman, Barrett. Clash of the Carriers: The True Story of the Marianas Turkey Shoot of World War II (2005).
- (en) Y'Blood William T. The Little Giants: U.S. Escort Carriers Against Japan (1999)

### Navires et technologie
- (en) Campbell, N. J. M. Naval Weapons of World War Two (2002), covers major navies of the world
- (en) Friedman, Norman. U.S. Naval Weapons: Every Gun, Missile, Mine and Torpedo Used by the U.S. Navy from 1883 to the Present Day (1983)
- (en) Jane's Fighting Ships of World War II (1972); covers major navies of the world

### Amiraux et stratégies
- (en) Buell, Thomas. The Quiet Warrior: A Biography of Admiral Raymond Spruance. (1974).
- (en) Buell, Thomas B. Master of Sea Power: A Biography of Fleet Admiral Ernest J. King (Naval Institute Press, 1995).  (ISBN 1-55750-092-4)
- (en) Miller, Edward S. War Plan Orange: The U.S. Strategy to Defeat Japan, 1897-1945 (1991)
- (en) Larrabee, Eric. Commander in Chief: Franklin Delano Roosevelt, His Lieutenants, and Their War (2004), chapters on all the key American war leaders excerpt and text search
- (en) Potter, E. B. Bull Halsey (1985).
- (en) Potter, E. B. Nimitz. (1976).
- (en) David J. Ulbrich, Preparing for Victory : Thomas Holcomb and the Making of Modern Marine Corps, 1936-1943, Annapolis, Maryland, Naval Institute Press, 2011, 285 p. (ISBN 978-1-59114-903-3 et 1-59114-903-7)

### Marins et point de vue
- (en) Hands to action stations!: Naval poetry and verse from World War Two (Bluejacket Books, 1980)
- (en) Haberstroh, Jack, ed. SWABBY: World War II Enlisted Sailors Tell It Like It Was (2003) recollections* Hoyt, Edwin. Now Hear This: The Story of American Sailors in World War II (1993)
- (en) Sowinski, Larry. Action in the Pacific: As Seen by US Navy Photographers During World War 2 (1982)
- (en) Wukovits, John F. Black Sheep: The Life of Pappy Boyington (2011)